# Иманкулов, Идельбай Исламович
Идельбай Исламович Иманкулов (каз. Еділбай Исламұлы Иманқұлов, 20 ноября 1953, с. Чебеньки, Оренбургский район, Оренбургская область, РСФСР) — казахстанский государственный деятель, многолетний депутат Сената Парламента Республики Казахстан от Актюбинской области.

## Биография
Родился 20 ноября 1953 года в селе Чебеньки Оренбургского района Оренбургской области (РСФСР).
В 1977 году окончил Оренбургский политехнический институт по специальности инженер-строитель.
Трудовую деятельность начал в 1971 году паспортистом общежития, затем после окончания вуза работал:
- 1977–1986 — мастер, прораб, старший прораб, главный инженер СУ «Актюбспецстрой»;
- 1986–1991 — заместитель председателя Фрунзенского райисполкома г. Актобе, первый заместитель председателя Актюбинского горисполкома;
- 1991–1995 — председатель Актюбинского территориального комитета по государственному имуществу;
- 1995–1996 — заместитель акима области, председатель теркома по госимуществу;
- 1996–1999 — заместитель акима Актюбинской области.

Кандидат в депутаты Верховного Совета Казахской ССР 12-го созыва (1990 г.).
С сентября 1999 года — депутат Сената Парламента Республики Казахстан от Актюбинской области. В разное время избирался депутатом Сената II, III и IV созывов. Член Комитета по экономической и региональной политике, Комитета по вопросам регионального развития и местного самоуправления.
Являлся членом Межпарламентской Ассамблеи СНГ, а также парламентских групп по сотрудничеству с Сеймом Литовской Республики, Сенатом Канады и Сенатом Итальянской Республики.

## Награды
- Орден «Құрмет» (2008)
- Медали
- Благодарность Президента Республики Казахстан

## Семья
Женат, имеет пятерых детей. Его младший брат — Жаксагалей Иманкулов, занимал должность заместителя акима Актюбинской области.